# Лудвиг Анценгрубер
Лудвиг Анценгрубер (29 ноември 1839, Виена – 10 декември 1889, Виена) – австрийски драматург и белетрист. Създател е на австрийската драма, съчетала елементите на критическия реализъм с демократичните традиции на Виенския народен театър.

## Биография
Лудвиг Анценгрубер е син на дребен беден чиновник. Поради тази причина той се отказва от университетско образование и става търговец на книги, като непрекъснато се стараел да обогатява своите знания. През 1960 – 1967 г. е актьор, след това сътрудничи в много хумористични списания и пише разкази. Още като актьор пише драматични произведения и през 1870 г. той успява да привлече вниманието към себе си със „Свещеникът от Кирхфелд“.

## Творчество
- „Свещеникът от Кирхфелд“ – драма – 1871 г.
- „Селянинът лъжесвидетел“ – драма – 1872 г.
- „Дъщерята на лихваря“ – 1873 г.
- „Ръката и сърцето“ – 1975 г.
- „Четвъртата заповед“ – драма – 1877 г.
- „Петното на позора“ – роман – 1876 г.
- „Старият венец“ – 1979 г.
- „Имението Щернщайн“ – роман – 1884 г.